# Angélica Gavaldón
Angélica Gavaldón Loaiza (ur. 3 października 1973 w El Centro) – meksykańska tenisistka, występująca na światowych kortach od 1990 roku.

## Kariera tenisowa
Urodziła się w Stanach Zjednoczonych, ale pochodzi z rodziny meksykańskiej i w barwach tegoż kraju występowała na kortach tenisowych.
Status profesjonalny otrzymała 19 lutego 1990 roku. Tenisistka praworęczna z oburęcznym backhandem. Trzykrotnie triumfowała w zawodach singlowych w ramach cyklu ITF; miało to miejsce w San Luis Potosí w 1991 i 1992 roku oraz w Taszkencie w 1997 roku. W imprezach zawodowych może poszczycić się ćwierćfinałami wielkoszlemowego Australian Open w latach 1990 i 1995. Była też w trzeciej rundzie Wimbledonu i US Open. Reprezentowała Meksyk w Pucharze Federacji oraz na letnich igrzyskach olimpijskich w 1992 i 1996 roku.
Nie występowała na kortach od stycznia 1998 roku do sierpnia 1999 roku. W tym czasie uległa dwóm wypadkom samochodowym, w których została poszkodowana. Do pierwszego z nich doszło w styczniu 1998 roku, drugi wydarzył się tuż przed jej planowanym powrotem na korty i zmusił do dłuższej przerwy w grze. Po raz ostatni wystąpiła w turnieju wielkoszlemowym w Melbourne w 2000 roku, dochodząc do drugiej rundy.
W 1990 roku nominowana do nagrody Newcomer of the Year.
W karierze zawodniczej, przerywanej licznymi kontuzjami, na liście pokonanych przez nią tenisistek ze światowej czołówki znalazły się między innymi: Jana Novotná, Gigi Fernández, Iva Majoli, Hana Mandlíková, Helena Suková i Catarina Lindqvist.

## Wygrane turnieje rangi ITF
| turnieje z pulą nagród 100 000 $ |
| turnieje z pulą nagród 75 000 $  |
| turnieje z pulą nagród 50 000 $  |
| turnieje z pulą nagród 25 000 $  |
| turnieje z pulą nagród 15 000 $  |
| turnieje z pulą nagród 10 000 $  |

### Gra pojedyncza
|    | Data       | Turniej         | Kat. | ($)    | Naw.   | Finalistka       | Wynik    |
| 1. | 08/12/1991 | San Luis Potosí | ITF  | 25 000 | twarda | Suzanne Italiano | 6:2, 6:2 |
| 2. | 28/10/1992 | San Luis Potosí | ITF  | 25 000 | twarda | Maureen Drake    | 6:1, 6:4 |
| 3. | 02/06/1997 | Taszkent        | ITF  | 50 000 | twarda | Anna Smasznowa   | 6:3, 6:2 |